# Валь, Эдгар де
Эдга́р де (фон) Валь (нем. Edgar de Wahl, Edgar von Wahl; 11 августа 1867 — 9 марта 1948) — создатель международного искусственного языка окциденталь (интерлингве).

## Биография
Родился в 1867 году в Ольвиополе (ныне Первомайск Николаевской области, Украина). Балтийский немец из дворянского рода. Учился в Санкт-Петербурге, преподавал физику и математику в Ревеле (ныне Таллин, Эстония). Владел многими европейскими языками. В молодости был приверженцем волапюка.
Сразу после публикации в 1887 году проекта языка эсперанто вступает в переписку с его автором Л. Заменгофом. По его предложению первоначальные коррелятивы времени kian 'когда', tian 'тогда', ĉian 'всегда', омонимичные формам винительного падежа местоименных прилагательных kia 'какой', tia 'такой', ĉia 'всякий', были заменены Заменгофом на kiam, tiam, ĉiam. Перевёл на эсперанто «Княжну Мэри» М. Ю. Лермонтова (1889, второе издание — 1896), став третьим после Заменгофа и Антония Грабовского автором-эсперантистом. Был одним из основателей петербургского общества «Espero», активно участвовал в газете «La Esperantisto».
После того как в 1894 году были отвергнуты предложенные Заменгофом реформы (частично воплотившиеся позже в языке идо), Э. де Валь покидает эсперанто-движение и работает над созданием нового, более натуралистичного искусственного языка. Внёс ряд улучшений в язык мундолингве Ю. Лотта. В 1906 г. публикует первый вариант собственного лингвопроекта под названием «аули» (Auli, от Auxiliari Lingue International 'вспомогательный международный язык'), ставший основой будущего окциденталя. В 1907 году реформирует язык идиом-неутраль для участия в конкурсе, объявленного Всемирной делегацией по принятию международного языка.
В 1921 году вместе с Я. И. Линцбахом восстанавливает общество «Космоглот(т)», действовавшее в 1916—1918 гг. в Санкт-Петербурге.
В 1922 году при финансовой поддержке Г. Хёрбигера издаёт первый номер журнала «Kosmoglott», где излагает принципы и грамматические правила нового языка, впоследствии получившего название окциденталь («западный»). В журнале «Kosmoglott» (с 1927 г. — «Cosmoglotta») рассматривались различные лингвопроекты, в 1920-е годы он служил довольно плюралистичной трибуной для обсуждения проблем и направлений интерлингвистики («космоглоттики»). Развитие окциденталя Э. де Валь предоставил его носителям.
С началом Второй мировой войны его контакты с окциденталистским движением (базировавшимся в нейтральной Швейцарии), стали эпизодическими. В нацистской Германии интерлингвистика преследовалась.
В 1945 г. избежал депортации балтийских немцев, укрывшись в психиатрической лечебнице, где провёл последние годы жизни и умер в 1948 году.

## Семья
Эдгар фон Валь женился на Марии фон Хюббенет (дочери личного врача великой княгини Марии Павловны) в Санкт-Петербурге в 1894 году. У них было пятеро детей: Иоганн или Ганс, Гвидо, Эллен, Анатолий и Лидия Мария. Брак был расторгнут в 1913 году, после чего Иоганн, Гвидо и Лидия остались с Эдгаром, в то время как Анатолий остался со своей матерью, которая переехала в Финляндию, а некоторое время спустя Лидия Мария также переехала туда. Двое старших сыновей Валя переехали в Германию в начале Первой мировой войны, где они служили в армии. Гвидо провел короткий отпуск в Таллинне во время немецкой оккупации Эстонии во время Первой мировой войны, но в конце 1918 года он исчез. Согласно одному источнику, он погиб в бою с Красной армией под Тукумсом, Латвия, в 1919 году.
В 1914 году Эдгар фон Валь женился на Агнес Ризенкампф. Как и муж, Агнес была учительницей, преподавала гимнастику в Таллине. В 1917 году у них родилась дочь Вероника. Судьба Агнес долгое время была неясной. В 1946 году предполагалось, что она пропала без вести во время депортаций в июне 1941 года, но сейчас известно, что она была арестована и расстреляна НКВД в 1941 году.

## Окциденталь

### Предыстория
Усилия Де Валя по созданию нового идеального языка для международного общения начались с общего интереса к искусственным языкам в Российской империи в конце XIX — начале XX веков. Впервые заинтересовался недавно созданным Волапюком в 1887 году, когда его познакомил с языком коллега его отца Вальдемар Розенбергер в Санкт-Петербурге. Он стал активным сторонником волапюка, получив звание «ученик волапюка» и начал составлять морской лексикон на волапюке (хотя этот проект так и не был завершен). В начале 1888 года он познакомился с эсперанто и переключился на него.
Эстонский лингвист Пауль Аристе писал, что Де Валь быстро стал сторонником создателя эсперанто, офтальмолога Л. Л. Заменгофа, и его работ после знакомства с первым учебником эсперанто, изданным в 1887 году. Вскоре он повлиял на раннюю грамматику эсперанто и её словарный запас. Де Валь также был одним из основателей «Эсперо», первого в России общества эсперанто, основанного в Санкт-Петербурге в 1891 году, стал корреспондентом журнала La Esperantisto, публиковавшего художественную литературу на эсперанто, и составил эсперанто-испанский словарь.
Однако де Валь не стал окончательно придерживаться эсперанто, начав поиск нового искусственного языка:

У него был беспокойный характер, всегда что-то новое. Из-за этой черты, когда он был моложе, он все больше склонялся к защите новых разработок искусственных языков [...]— Пауль Аристе в 1967 году.
Согласно эстонскому эсперантисту Яану Ояло, де Валь отошёл от эсперанто после того, как в 1894 году большинство эсперантистов отвергли предложения по реформированию языка (которые де Валь активно поддерживал, предложив некоторые из них сам). По мнению Охало, де Валь также считал эсперанто «априорным» языком (в современной классификации схематичным, в отличие от более натуралистичных лингвопроектов). Он пришёл к выводу, что идеальный международный язык должен быть более натуралистичным и понятным даже тем, кто его не изучал. Де Валь также считал эсперанто слишком демократичным, что угрожало западной культуре.

### Создание и введение
Де Валь сделал первые шаги к созданию нового языка в последние годы XIX века. В 1896 и 1897 годах он опубликовал в ганноверском журнале «Лингвист» две статьи, в которых изложил свои идеи. Примерно в то же время Вальдемар Розенбергер, который в то время был президентом Академии Волапюк, познакомил членов академии с новым языком, созданным им самим, Idiom Neutral. Начиная с 1906 года Розенбергер также издавал журнал Progress, в котором де Валь внёс свои собственные предложения по реформе языка, которые Розенбергер принял годом позже, в 1907 году. Несмотря на реформу, Idiom Neutral не приобрел популярности. Одновременно с этим де Валь разработал новый международный вспомогательный язык, основанный на романских языках, названный аули, аббревиатурой от Auxiliari Lingue International на этом языке (английский: международный вспомогательный язык), который позже станет промежуточной стадией западного языка. Де Валь представил Аули в 1909 году в журнале Academia pro Interlingua — Discussions. В 1911 году он сформулировал правило словообразования (известное как правило Де Валя), которое легло в основу западного языка.
Символ Occidental, изображающий тильду в круге, был введён до 1934 года и был выбран из нескольких вариантов за свою простоту и символизм.
В 1916 году русские энтузиасты искусственного языка основали в Санкт-Петербурге Ассоциацию «Космоглот». Де Валь не был одним из её основателей, но присоединился позже, как и эстонский лингвист Якоб Линцбах. Де Валь стал представителем «натуралистической школы» ассоциации; тем самым прокладывая путь к созданию Occidental. С революционными событиями 1917 года и отъездом её членов из Санкт-Петербурга деятельность ассоциации угасла, полностью прекратившись в 1921 году, но в том же году возобновилась в Таллинне. Деятельность ассоциации была возрождена де Валем вместе с Линцбахом, и название ассоциации было изменено на Космоглотт. Поддерживались связи с бывшими членами ассоциации, действовавшей в ряде европейских стран. Де Валь также был редактором журнала Kosmoglott, издававшегося ассоциацией с 1922 по 1926 год. В его первом выпуске де Валь представил созданный им искусственный язык, Occidental. С 1923 по 1928 год он также продвигал этот язык в сериале Occidental, unic natural, vermen neutral e max facil e comprensibil lingue por International relationes. В 1925 году Уол опубликовал книгу под названием Radicarium directiv del lingue International (Occidental) in 8 languages.

### Распространение
В первом номере журнала «Космоглотт» было опубликовано письмо, отправленное в Лигу Наций 5 сентября 1921 г., в котором рекомендовалось ввести совершенный, легко усваиваемый, но не обязательно самый распространенный, плановый язык для общения между народами. Для того чтобы найти подходящий язык, было рекомендовано провести конкурс и оценку кандидатов экспертным комитетом, созванным Лигой Наций. Предложение не было принято на рассмотрение в Лиге Наций.
Несмотря на эту неудачу, окциденталь привлек интерлингвистов, в особенности энтузиастов идо (эсперантисты остались верны своему языку). По словам Аристе, внутренние споры среди идистов и личное обращение де Валя побудили многих продвигать язык. Параллельно с ростом популярности окцденталя активность ассоциации «Космоглотт» уменьшилась, и в декабре 1928 г. состоялось мероприятие в память Вальдемара Розенбергера, умершего десять лет назад, ставшее последним крупным событием общества.
Однако в 1920-е годы стали возникать новые окциденталистские общества. В 1927 году была основана Международная ассоциация космоглоттики, которая через год была переименована в Occidental-Union. С 1927 года «Kosmoglott» стала издаваться в Вене (вместо Таллинна) под новым названием «Cosmoglotta». В последнем номере, опубликованном в Таллинне, де Валь опубликовал, среди прочего, стихотворение Лидии Койдулы под названием «Max car donation» (Дорогой подарок). Успех нового языка принес де Валю международную известность. Он публично выступал в разных странах Европы и тесно общался с лингвистами. В 1939 году он, вероятно, был единственным эстонцем, приглашённым на 5-ю лингвистическую конференцию в Брюсселе. В это время он вел активные дискуссии с датским лингвистом и автором другого запланированного языка Novial Отто Йесперсеном, кульминацией которых стала их встреча и публикация её результатов в виде отдельной книги. Однако, в отличие от Йесперсена, де Валь был лингвистом-любителем. Его лингвистическая деятельность никогда не достигала более широких теоретических лингвистических проблем, а ограничивалась созданием собственного искусственного языка и решением связанных с этим проблем.
Хотя окциденталь добился значительного успеха в конце 1920-х и в 1930-х годах, он так и не достиг популярности эсперанто. В отличие от эсперанто, который стал популярным языком среди рабочих движений, в межвоенный период на нем говорили преимущественно западноевропейские интеллектуалы. Позже, незадолго до смерти де Валя и после неё, среди западников начались дискуссии о том, следует ли менять название языка. Рик Бергер, ведущий западный учёный из Швейцарии, процитировал сообщения Восточного блока о том, что название «Оксидентальский» мешает продвижению языка. Бергеру также понравился язык Interlingua, который приближался к публикации, и он начал предвидеть возможное слияние двух языков Эти два фактора убедили Бергера начать отстаивать новое название Interlingue в феврале 1948 года. Изменение названия вступило в силу в октябре следующего года, и Occidental-Union стал Interlingue-Union, как называется и сегодня. Ассоциация имеет свою академию и продолжает издавать журнал «Космоглотта».